# EuroVelo 5
L’EuroVelo 5 (EV 5), également dénommée « Via Romea Francigena », est une véloroute EuroVelo faisant partie d’un programme d’aménagement de voies cyclables à l’échelle européenne. Longue de 3 200 km, elle relie Canterbury en Angleterre à Brindisi en Italie. 
L’itinéraire traverse l'Europe en passant successivement par sept pays, le Royaume-Uni, la France, la Belgique, le Luxembourg, l'Allemagne, de nouveau la France, la Suisse et l'Italie.
Elle a été nommée en référence au chemin de pèlerinage Via Francigena, dont l'EuroVelo 5 suit les traces.

## Itinéraire
L'EuroVelo 5 comporte 11 grandes étapes officielles :
- Traversée de la Manche ( Royaume-Uni,  France,  Belgique)
- Les Plats Pays ( Belgique,  Luxembourg,  France)
- Vignobles d'Alsace ( France)
- Traversée des Alpes ( Suisse)
- Lacs et Canaux ( Suisse,  Italie)
- Plaine du Fleuve Pô ( Italie)
- Des Apennins à la Mer ( Italie)
- Collines de Toscane ( Italie)
- Rome et les Collines du Latium ( Italie)
- Apennins Méridionaux ( Italie)

Les principales villes traversées par pays sont :
| Pays                      | Principales villes traversées (intersection avec les autres EuroVelo)                                               |
| ------------------------- | --- |
| Royaume-Uni ( Angleterre) | Canterbury, Douvres                                                                                                 |
| France                    | Calais (EV4), Saint-Omer, Béthune, Liévin, Loos-en-Gohelle, Lens, Vendin-le-Vieil, Lille                            |
| Belgique                  | Lessines, Bruxelles, Wavre, Namur (EV3, EV19), Dinant (EV19), Bastogne                                              |
| Luxembourg                | Luxembourg |
| Allemagne                 | Sarrebruck |
| France                    | Sarreguemines, Saverne, Strasbourg (EV15), Obernai, Mulhouse (EV6)                                                  |
| Suisse                    | Bâle (EV6, EV15), Aarau, Lucerne, Andermatt (EV15, EV17), Bellinzona                                                |
| Italie                    | Côme, Milan, Pavie (EV 8), Piacenza (EV8), Carrara, Lucca, Sienne, Viterbe, Rome (EV7), Bénévent, Tarente, Brindisi |

### Royaume-Uni
La courte portion de l'EuroVelo 5 parcourt le comté de Kent en Angleterre en empruntant la véloroute n°16 du réseau régional du Kent, intégrée au National Cycle Network. Elle démarre à Canterbury pour rejoindre la côte de la Mer du Nord à Douvres.

### France - Hauts-de-France
Les deux sections françaises cumulées de l'EuroVelo 5 sont longues d'environ 713 km. La première traverse les Hauts-de-France, de Calais à Wattrelos et la deuxième le Grand Est de Sarreguemines à Saint-Louis.
Dans les Hauts-de-France, l'EV 5 traverse sur près de 235 km les pays traditionnel de l'Artois et des Flandres.
Elle démarre au terminal de ferry de Calais et croise l'EuroVelo 4, puis traverse Calais et rejoint Coulogne en longeant le canal de Calais à Saint-Omer. Ensuite l'itinéraire emprunte une voie verte jusqu'à Guînes, puis rejoint Ardres en empruntant quelques sections de l'ancienne ligne de chemin de fer d'Anvin à Calais. À Watten, l'EV 5 utilise le chemin de halage de l’Aa canalisée jusqu'à Saint-Omer, puis en grande partie celui du canal de Neufossé jusqu'à Aire-sur-la-Lys et enfin longe la Lys jusqu'à Saint-Venant. , La véloroute emprunte à partir de Robecq le chemin de halage du canal d’Aire à La Bassée avant d’atteindre Béthune.
Depuis Béthune, l'EuroVelo 5 se dirige vers Lens via Bruay-la-Buissière et le Parc d'Ohlain, et rejoint la véloroute du Bassin Minier (V31 du schéma national) ainsi que la véloroute du Nord (V32). L'EV 5 fait itinéraire commun avec ces deux dernières jusqu'à Lille, en empruntant le chemin de halage du canal de la Dêule à partir de Pont-à-Vendin via Don, Haubourdin, les parcs de la Deûle et de la Citadelle de Lille. 
Enfin à Marquette-lez-Lille, l'EuroVelo 5 quitte la V32 et bifurque en direction de Marcq-en-Barœul, Wasquehal, Tourcoing, Roubaix et la frontière belge à Wattrelos, en empruntant le chemin de halage du canal de Roubaix.

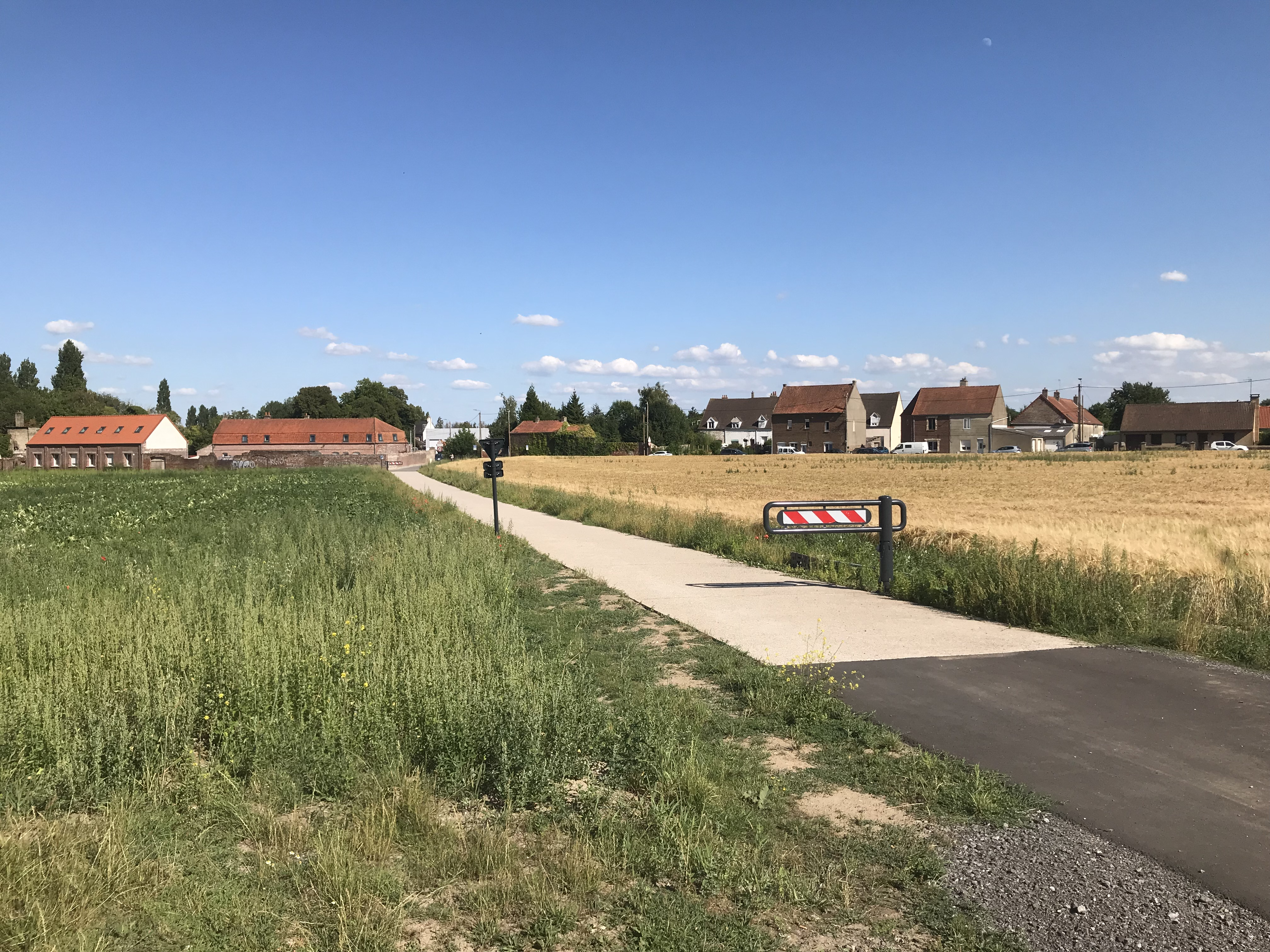
L'Eurovélo 5 à Saint Martin au Laërt, entre les rues du noir Cornet et du Maroc.

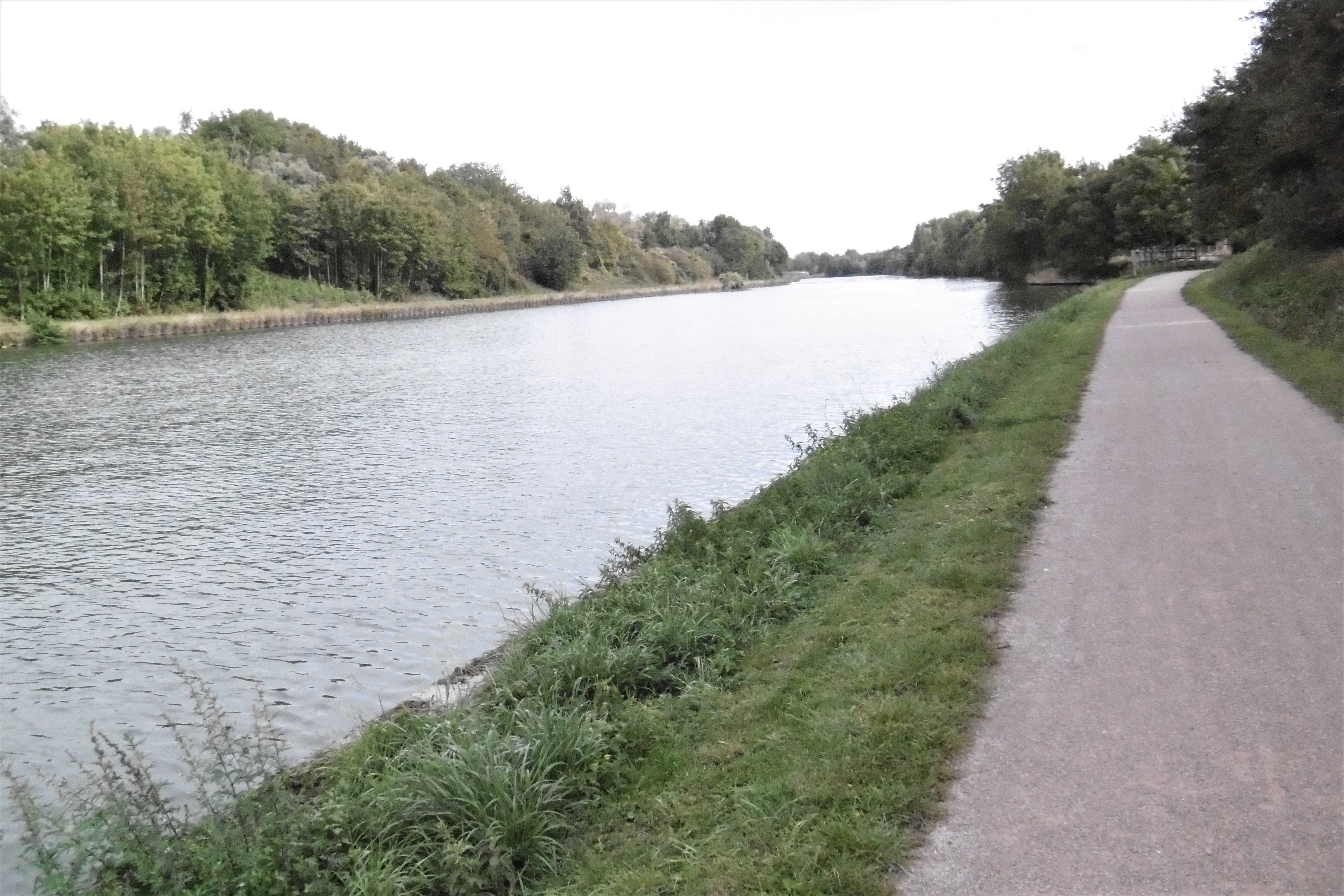
L'EV 5 le long de la Deûle à Houplin-Ancoisne
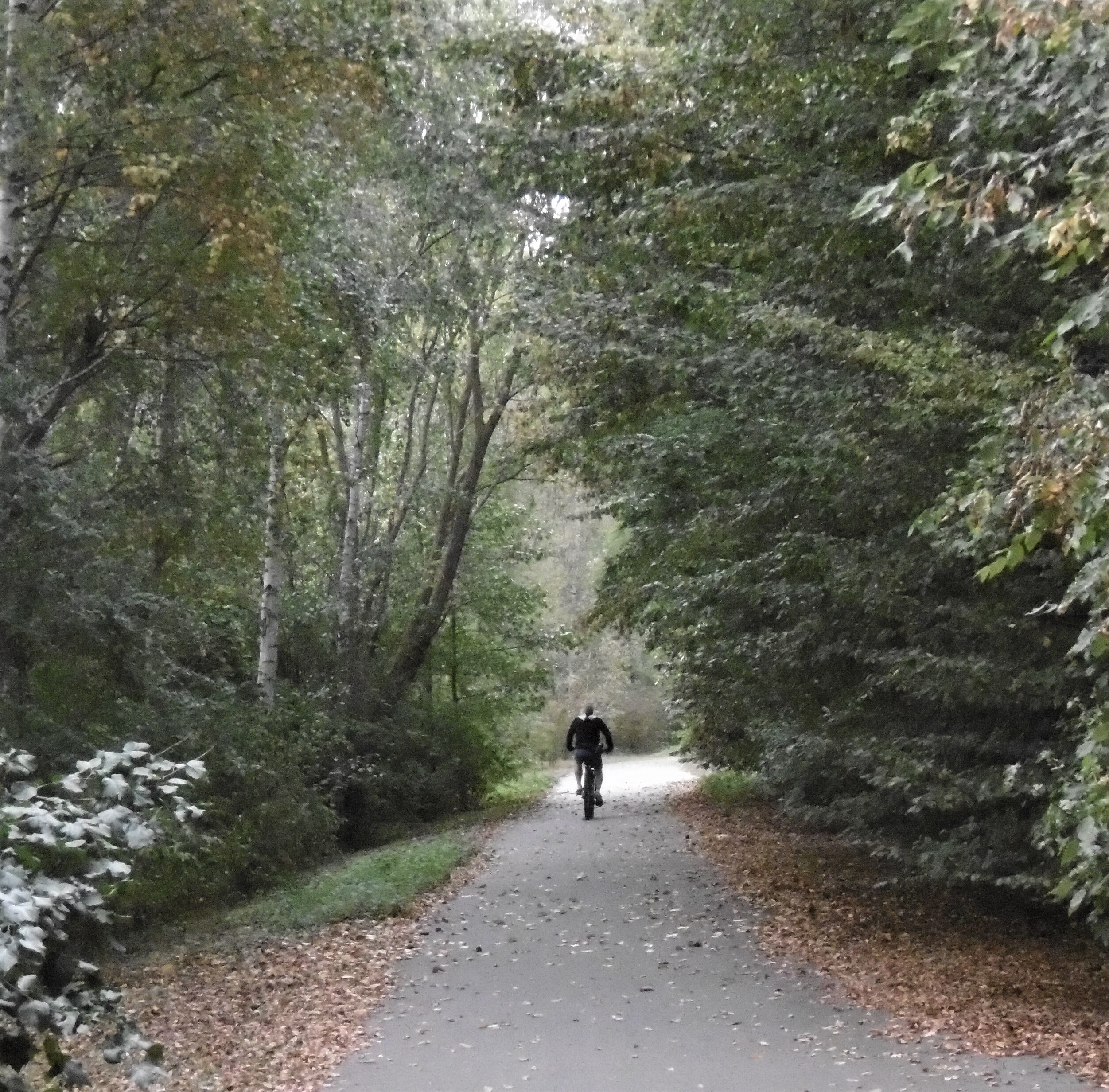
L'EV 5 entre Lens et Liévin
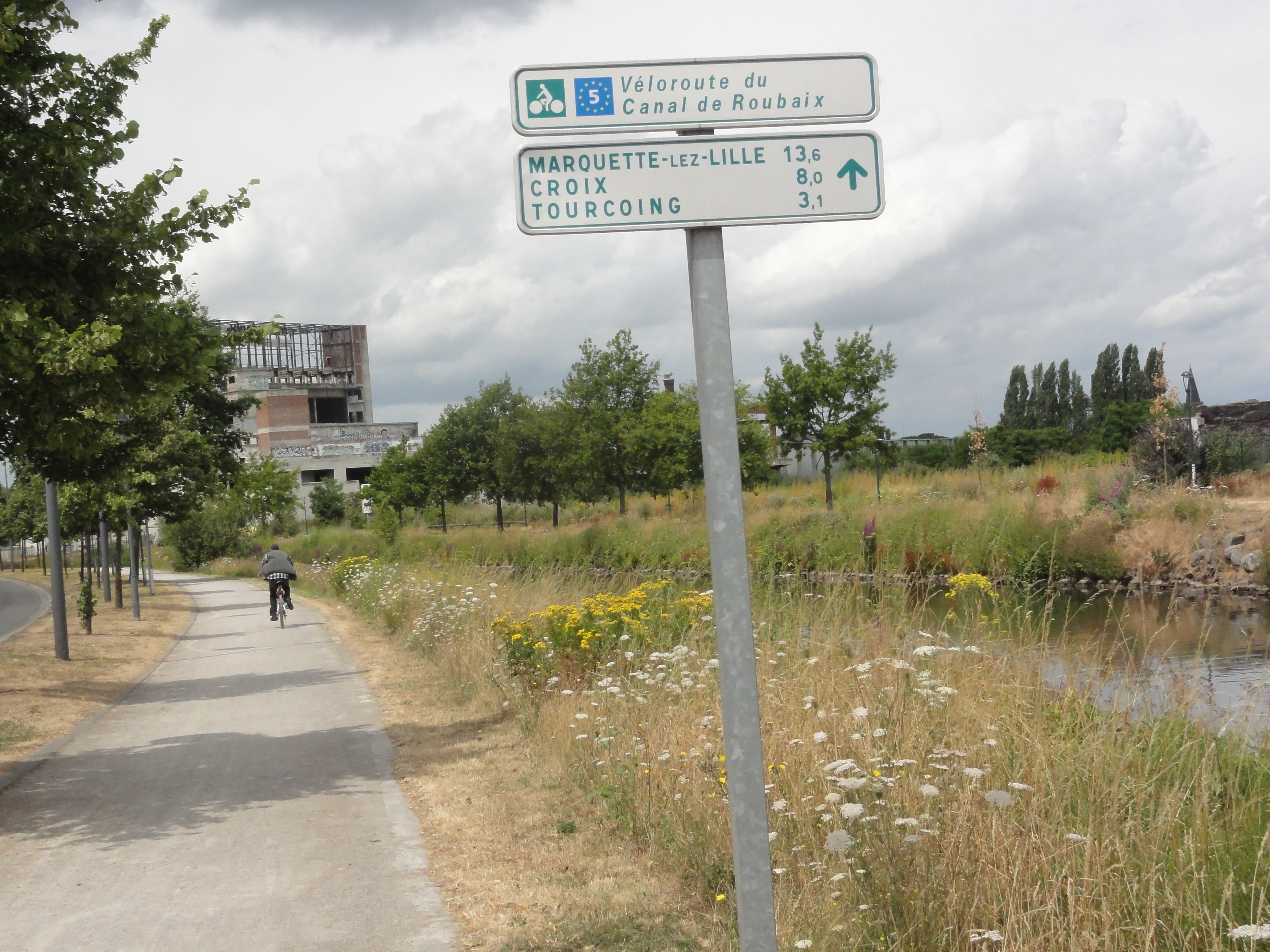
La véloroute le long du canal de Roubaix

| Tronçon                                     | Coordonnées départ          | Distance (km) | Type de voie     | Revêtement         |
| ------------------------------------------- | --------------------------- | ------------- | ---------------- | ------------------ |
| Calais - Ardres                             | 50° 57′ 55″ N, 1° 51′ 51″ E | 22,7          | Voie verte       | Stabilisé          |
| Ardres - Watten                             | 50° 51′ 14″ N, 1° 58′ 37″ E | 27,8          | En projet (2020) |                    |
| Watten - Saint-Omer                         | 50° 49′ 49″ N, 2° 12′ 37″ E | 11,2          | En projet (2020) |                    |
| Saint-Omer - Aire-sur-la-Lys                | 50° 45′ 11″ N, 2° 15′ 58″ E | 21            | Voie verte       | Enrobé - Stabilisé |
| Aire-sur-la-Lys - Saint-Venant              | 50° 38′ 27″ N, 2° 24′ 21″ E | 13,6          | Voie verte       | Enrobé - Stabilisé |
| Saint-Venant - Béthune                      | 50° 37′ 26″ N, 2° 32′ 58″ E | 17,5          | En projet (2020) |                    |
| Béthune - Parc d'Olhain (Maisnil-lès-Ruitz) | 50° 32′ 22″ N, 2° 37′ 41″ E | 20,2          | Voie verte       | Enrobé - Stabilisé |
| Parc d'Olhain (Maisnil-lès-Ruitz) - Angres  | 50° 26′ 29″ N, 2° 34′ 58″ E | 15,4          | Voie verte       | Enrobé             |
| Angres - Lens                               | 50° 24′ 19″ N, 2° 46′ 06″ E | 5,2           | Voie verte       | Enrobé             |
| Lens - Don                                  | 50° 25′ 17″ N, 2° 49′ 13″ E | 24,5          | Voie verte       | Enrobé - Stabilisé |
| Don - Lille (Marquette-lez-Lille)           | 50° 33′ 04″ N, 2° 55′ 06″ E | 22,8          | Voie verte       | Enrobé - Stabilisé |
| Lille (Marquette-lez-Lille) - Wattrelos     | 50° 40′ 26″ N, 3° 03′ 44″ E | 32,7          | Voie verte       | Stabilisé          |

### Belgique
Depuis la frontière française à Leers-Nord, la portion belge de l'EuroVelo 5 longe le canal de l'Espierres par la RAVel W4 Leers-Nord à Anhée (jusqu'à Espierres) et la RAVel du Canal de l'Espierres, de l'Escaut et de la Ligne 83.
De Spiere, l'itinéraire longe l'Escaut jusqu'à Avelgem puis bifurque vers Renaix et Lessines, notamment via la pré-RAVeL L87. Puis elle rejoint la RAVel W1 entre Dendre et Haut-Pays en direction de Grammont en longeant la Dendre. À Schendelbeke, l'EV 5 se dirige vers Leeuw-Saint-Pierre à travers le Brabant flamand. Puis elle rejoint Hal pour emprunter le chemin de halage du canal Charleroi - Bruxelles jusqu'à la capitale belge.
Elle traverse ainsi les communes d'Anderlecht, Molenbeek-Saint-Jean, Bruxelles, les parcs de Bruxelles, du Cinquantenaire et Parmentier et Woluwe-Saint-Pierre. Elle traverse le nord de la forêt de Soignes puis sort de la région capitale en direction de Hoeilaart. Elle passe une nouvelle fois au sud-est de la forêt de Soignes et rejoint le tracé de la Rando-Vélo Les Capitales (RV10) en direction de Rixensart, Wavre et Namur.

À Namur, l'EV 5 croise les EV 3 et 19, puis partage l'itinéaire avec cette dernière jusqu'à Dinant, en longeant la Meuse via Profondeville. De Dinant, la véloroute traverse les parcs naturels des deux Ourthes et Haute-Sûre, via Marche-en-Famenne et Bastogne jusqu'à la frontière luxembourgeoise à Martelange.

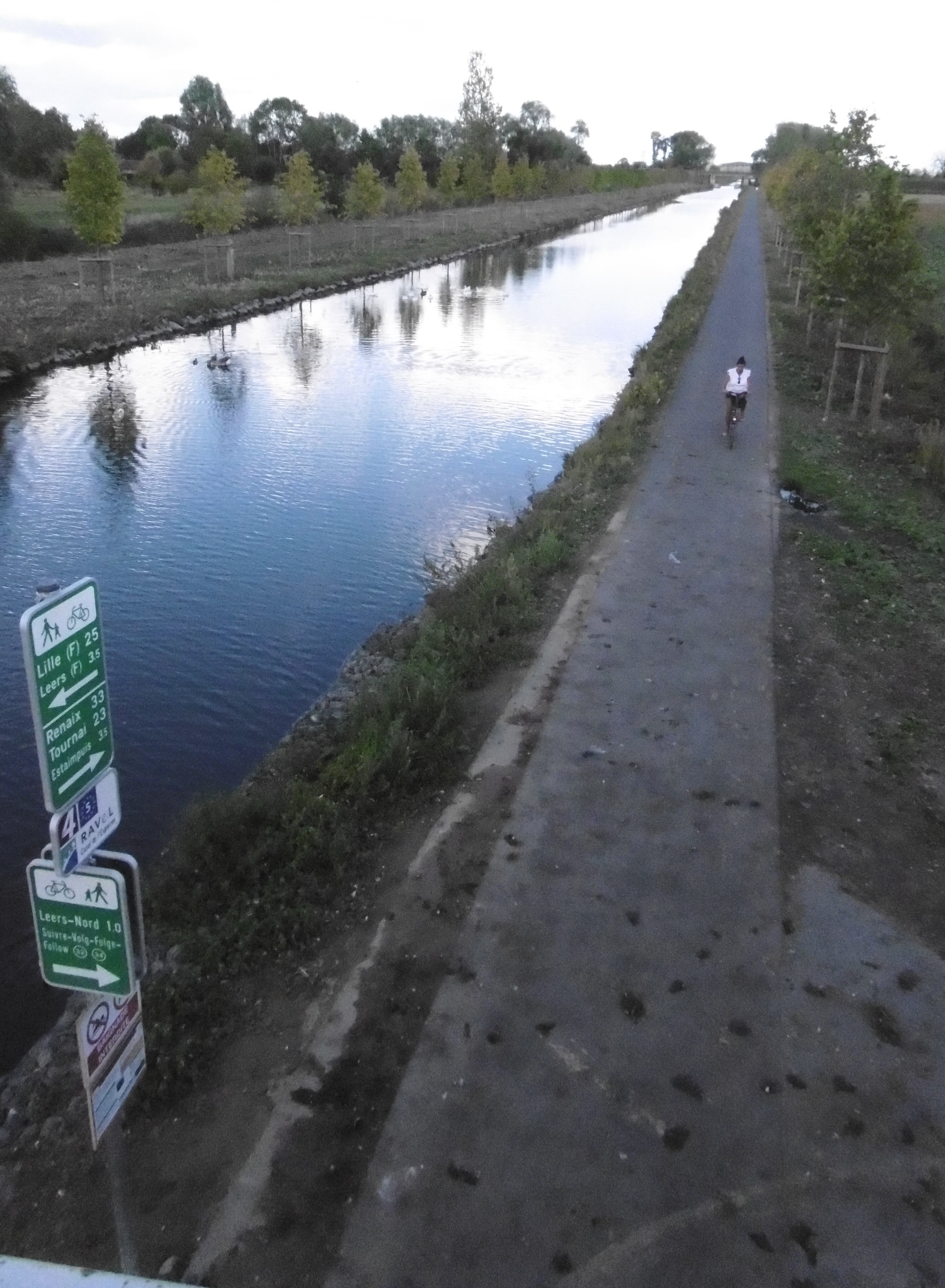
Chemin de halage du canal de l'Espierres
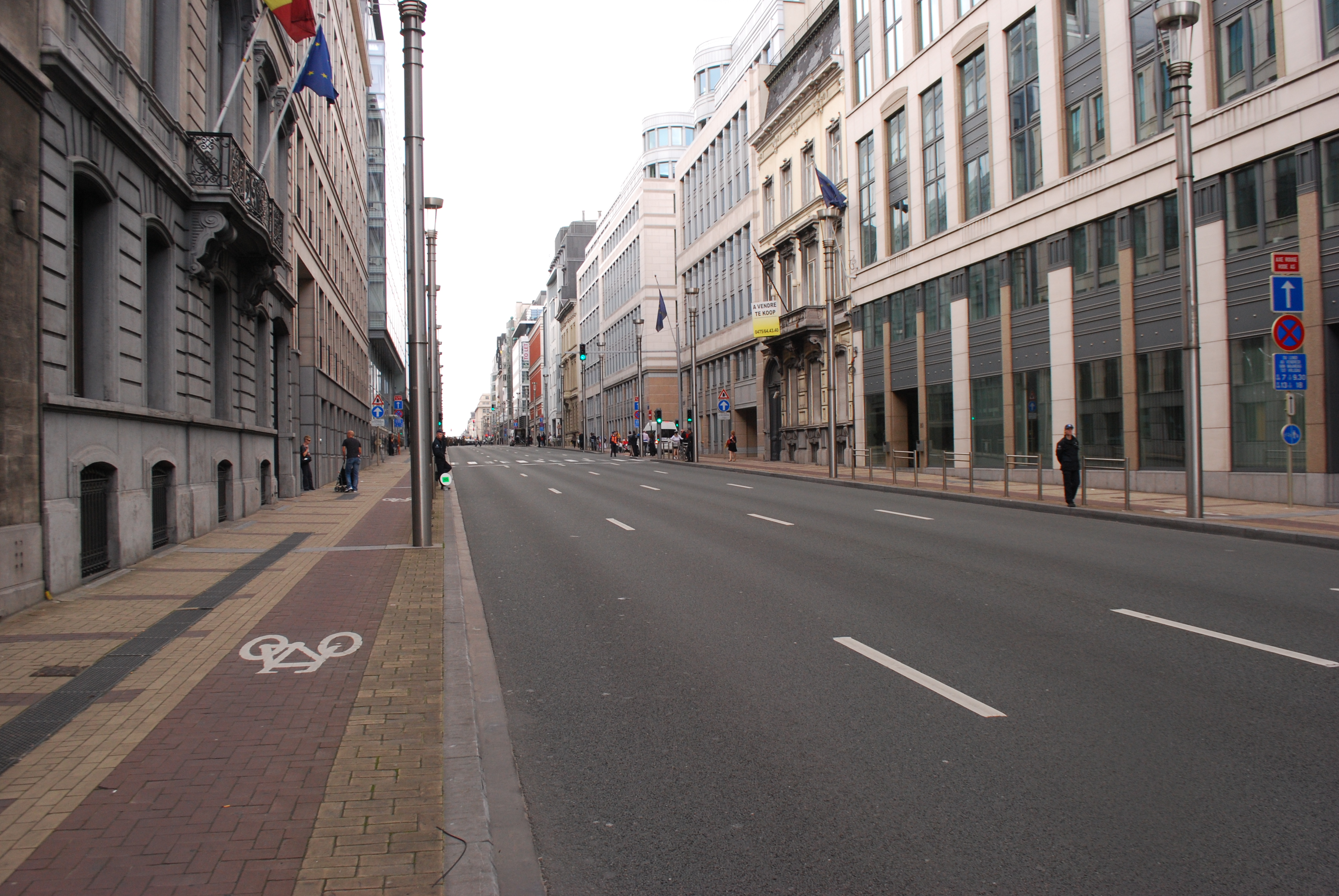
L'EV 5 dans sa traversée de Bruxelles
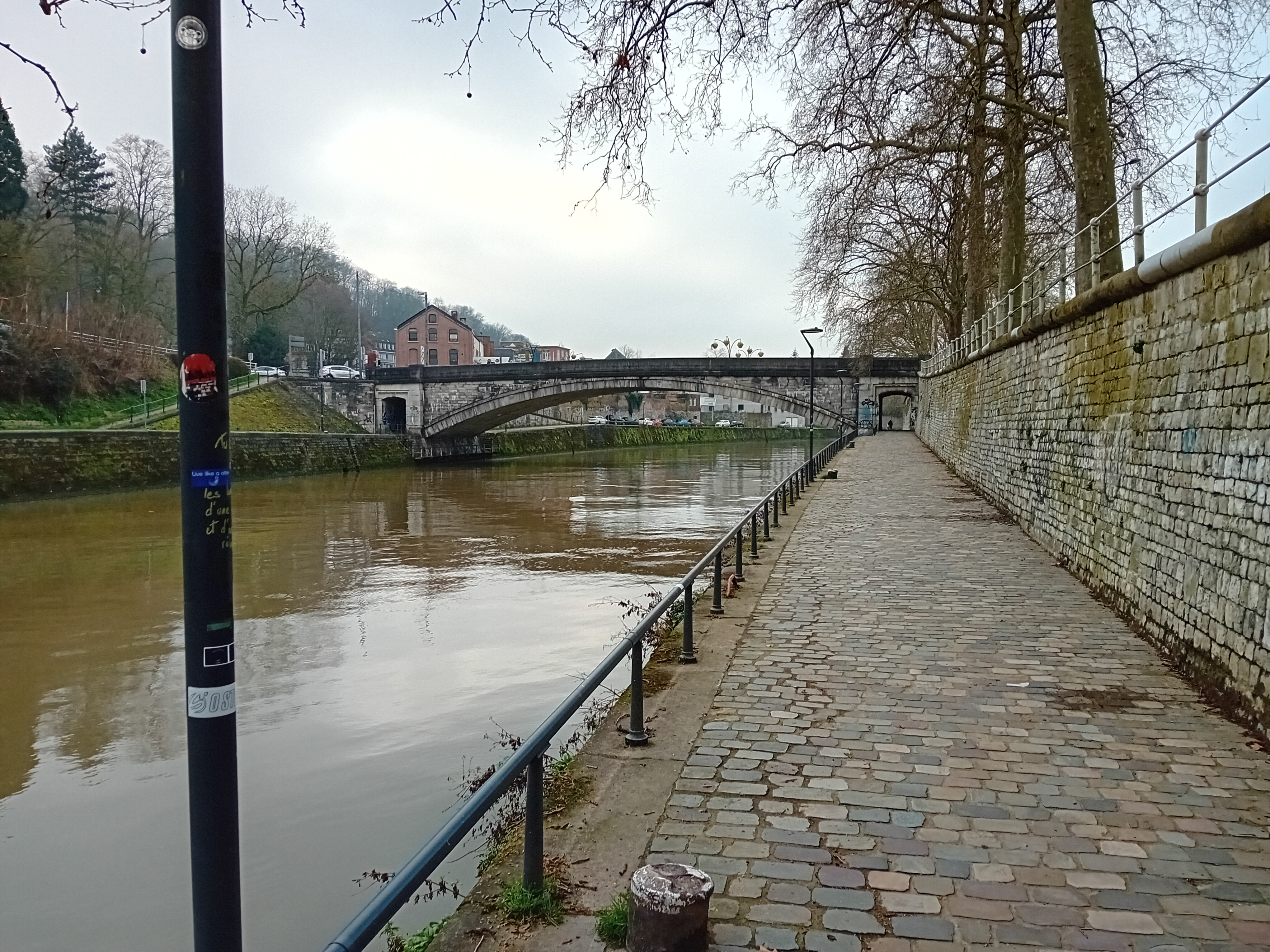
L'EV 5 en bord de Sambre: le quai des Joghiers (Namur)

### Luxembourg
La partie luxembourgeoise de 107 km débute à Rombach et emprunte la piste cyclable des Ardoisières (PC18) jusqu'à Koetschette où elle rejoint la PC17 jusqu'à Noerdange, puis la PC12 jusqu'à Steinfort et enfin la PC13 jusqu'à Strassen.
L'EV 15 entre dans Luxembourg par le quartier Belair et traverse la ville par le parc municipal, la place de la Constitution, puis longe l'Alzette en tronc commun avec la PC1 jusqu'à Alzingen (Hesperange).

Puis l'itinéraire rejoint la vallée de la Moselle à Remich, via les PC7 et 11, et la descend jusqu'à Schengen, par la PC3, avant d'entrer en Allemagne.

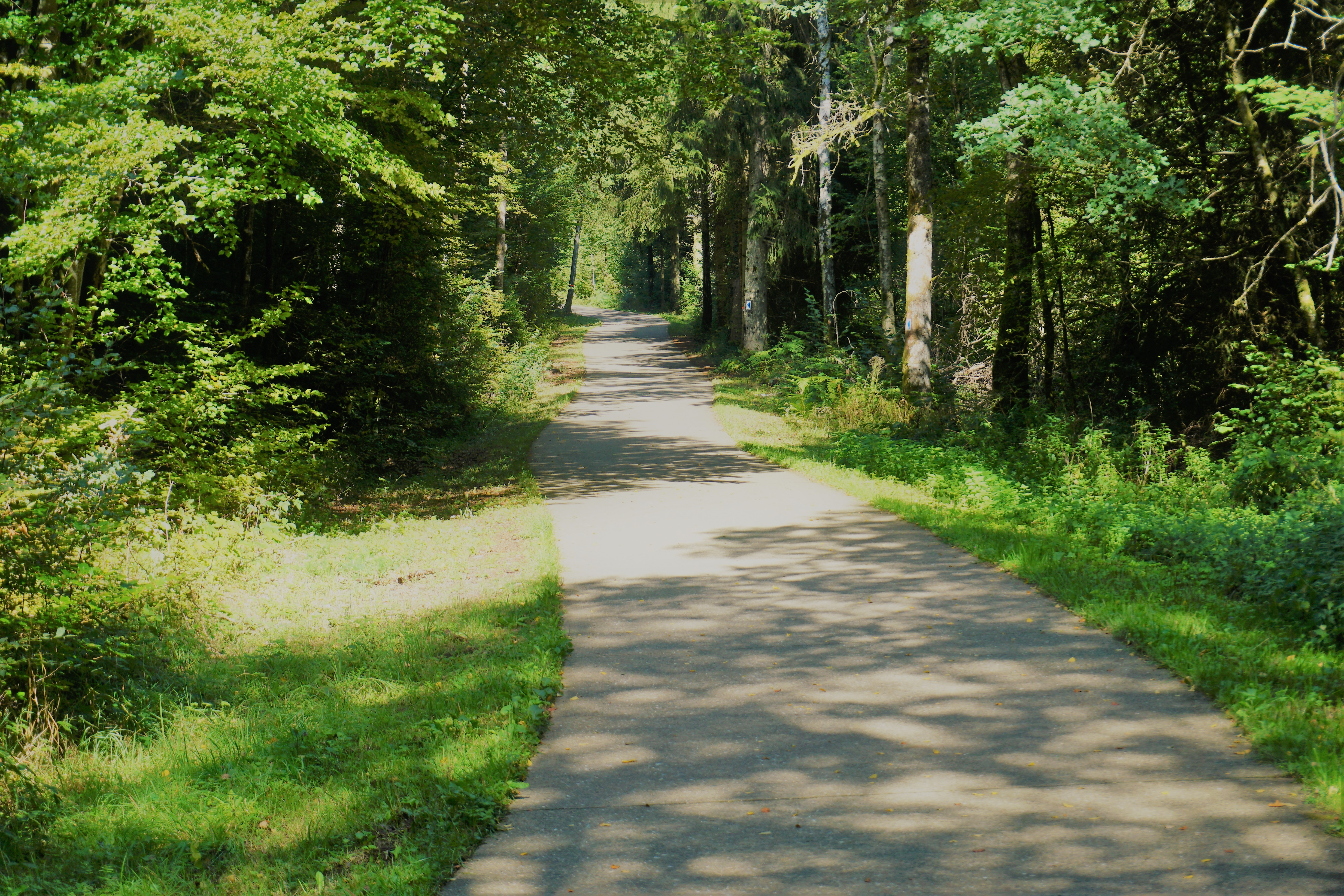
La piste cyclable de l'Attert (PC12) à Steinfort
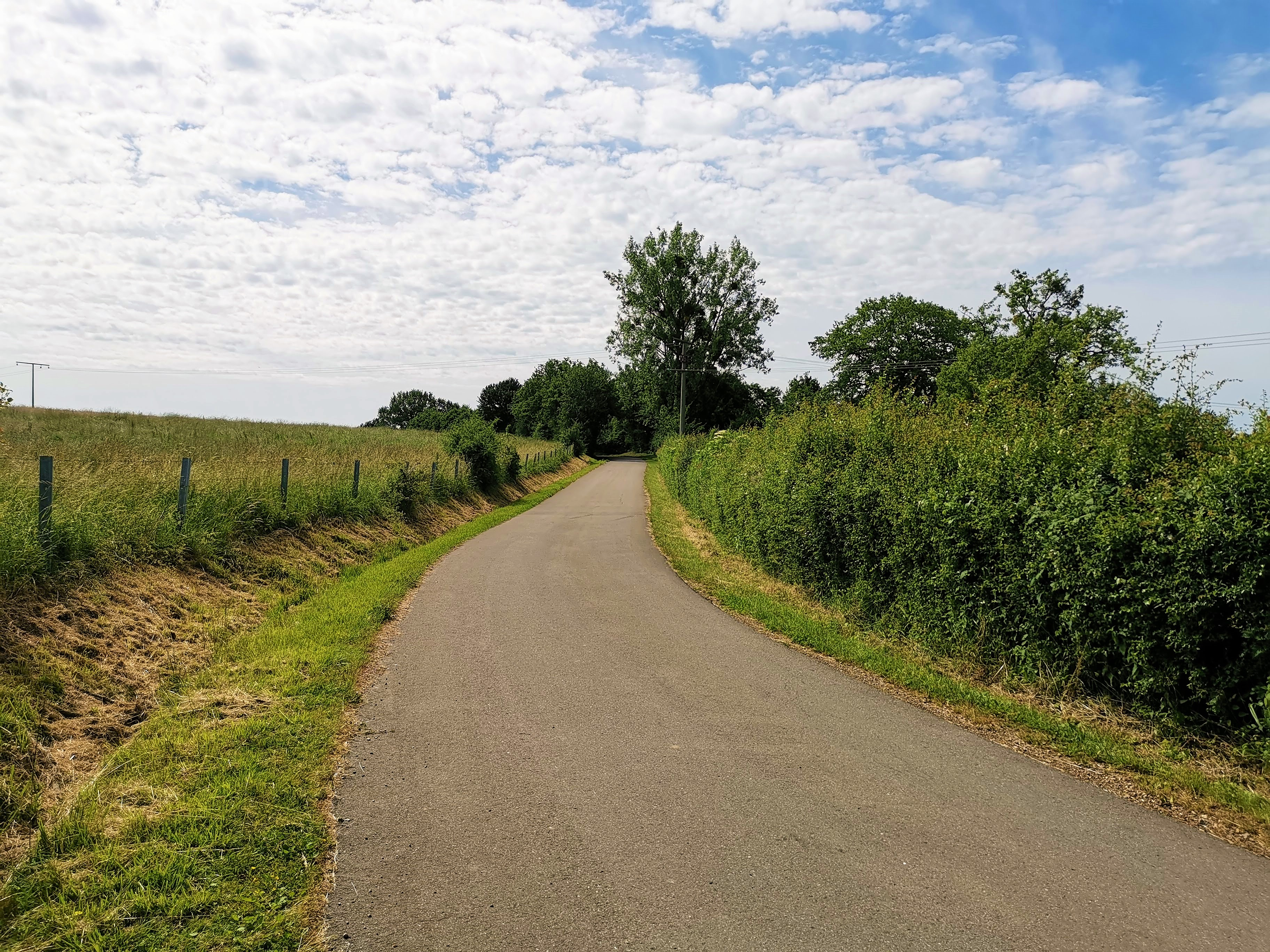
La piste cyclable Charly Gaul (PC11) à Hassel

### Allemagne
Le tronçon allemand mesure 80 km et longe la Sarre à partir de Merzig pour atteindre Sarrebruck via Dillingen, Saarlouis et Völkingen.

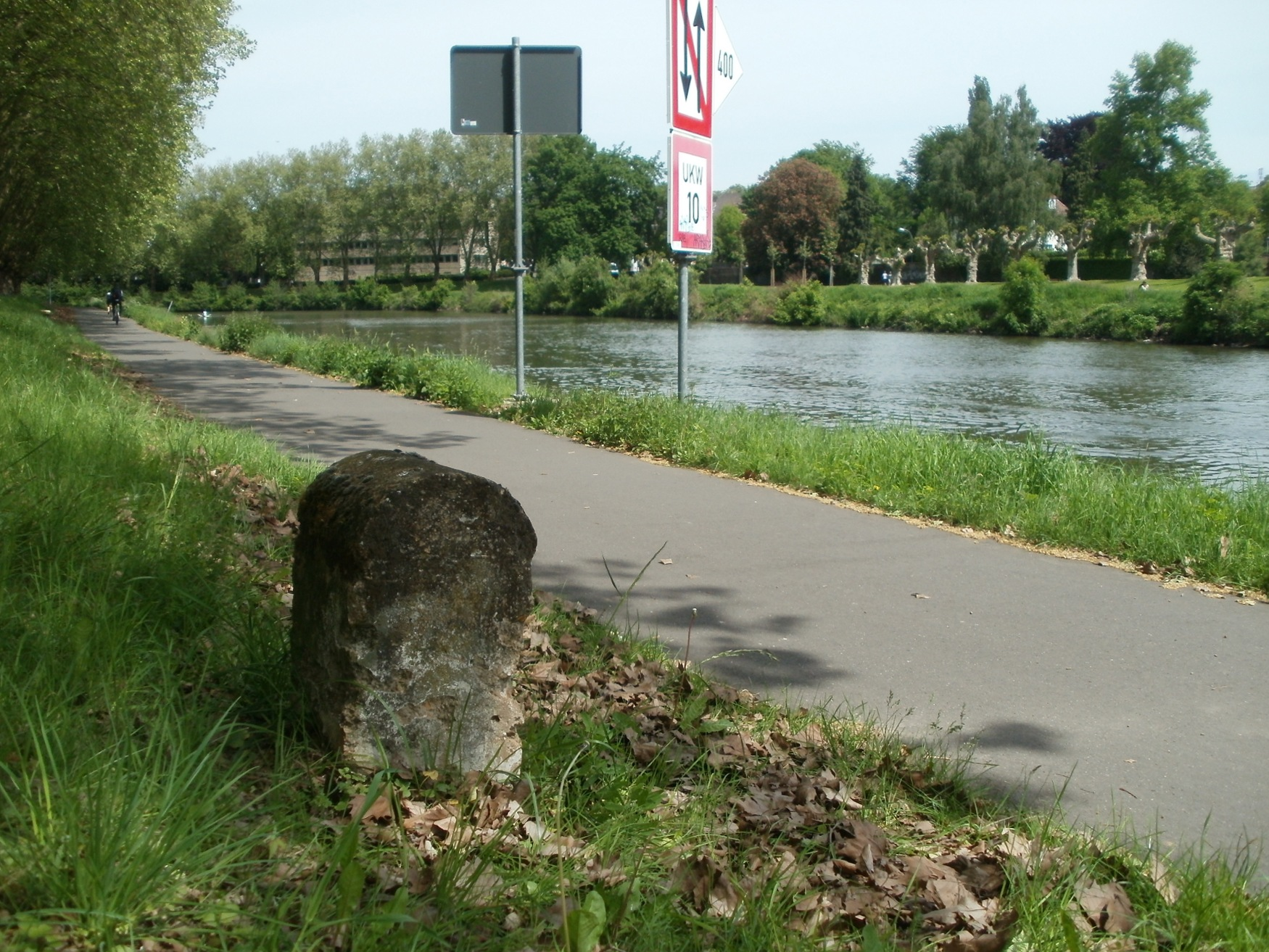
L'EV 5 à Sarrebruck

### France - Grand Est
La traversée de la région Grand Est, sur près de 478 km, se fait par la Lorraine et de l'Alsace. Elle commence à la frontière allemande à Grosbliederstroff et suit le canal des houillères de la Sarre vers Sarreguemines jusqu'à Gondrexange. 
Ensuite l'itinéraire rejoint la véloroute Paris-Strasbourg (V52 du schéma national) qui emprunte la voie verte du canal de la Marne au Rhin de Gondrexange à Strasbourg (EV 15) sur 103 km, en passant via Saverne.  
À Strasbourg, l'EV 5 croise l'EV 15 au niveau du Pont de la Porte du Canal, près du parc de l'Orangerie, et fait tronc commun avec elle jusqu'au Pont du Heyritz, en longeant le canal du Rhône au Rhin. Au niveau du quartier de Montagne Verte, la véloroute emprunte la voie verte du canal de la Bruche sur environ 30 km jusqu'à Soultz-les-Bains.
Puis elle utilise la véloroute du vignoble d'Alsace sur 130 km de Soultz-les-Bains à Cernay, en passant par Molsheim, Obernai, l'est de Sélestat et de Colmar et Guebwiller.

Elle entame la traversée de l'Ochsenfeld le long de la Thur jusqu'à Ensisheim puis le long de l'Ill jusqu'à Mulhouse, où elle rejoint l'EuroVelo 6. Elle est en tronc commun avec cette dernière et l'EV 15 et traverse la forêt de la Hardt jusqu'à Huningue et la frontière suisse (passerelle des Trois Pays).

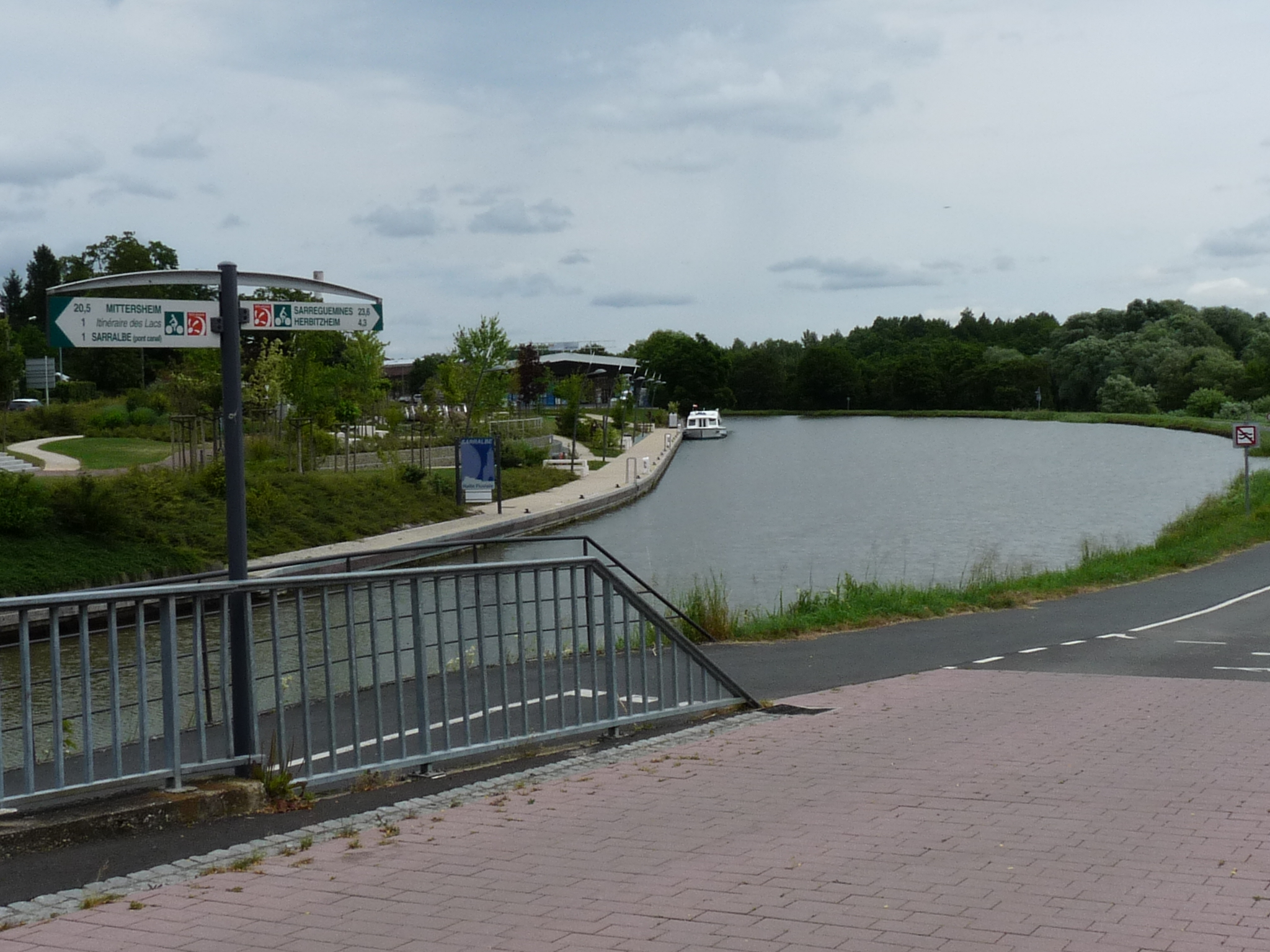
L'EV 5 à Sarralbe
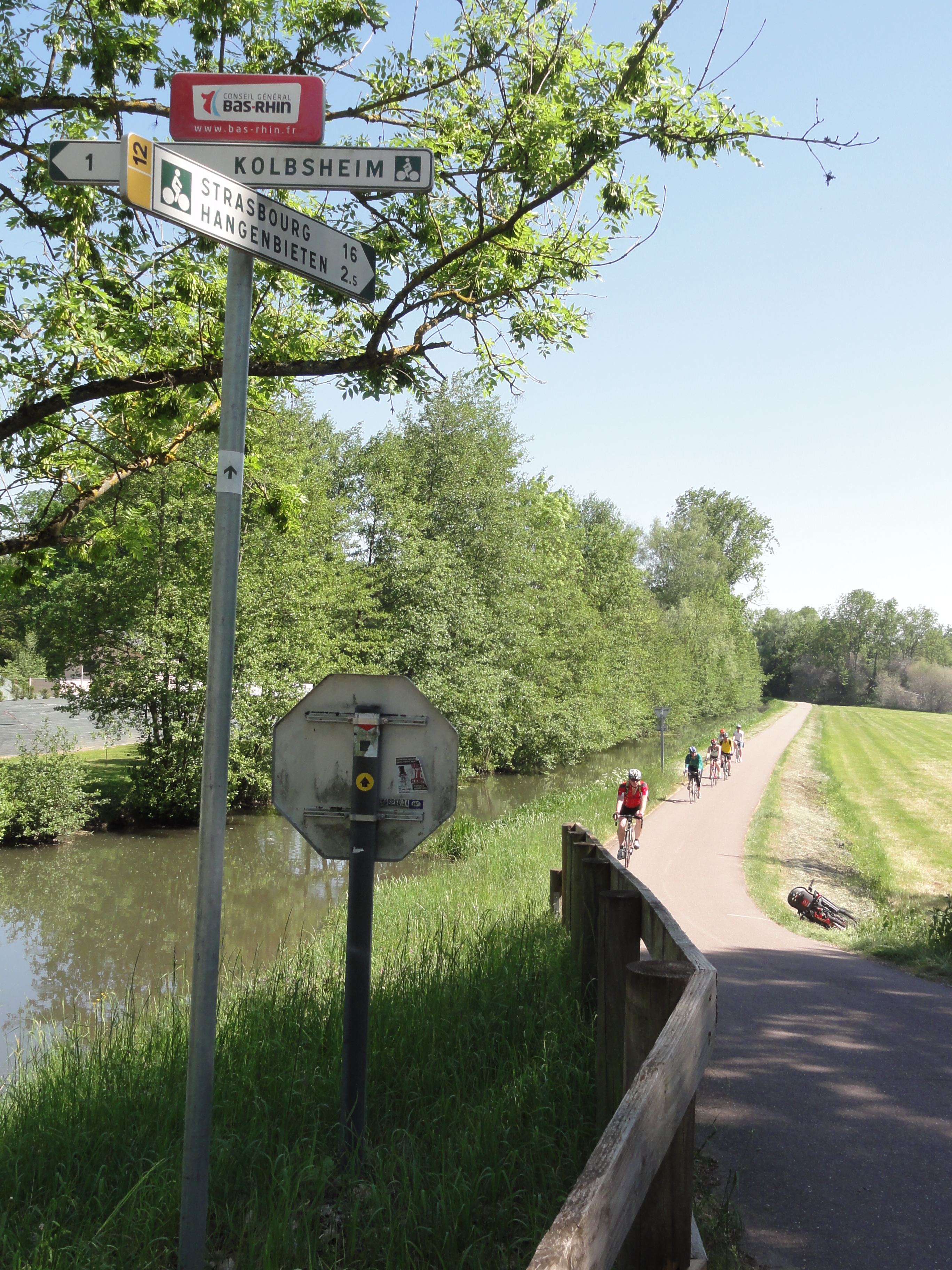
Le long du canal de la Bruche à Kolbsheim
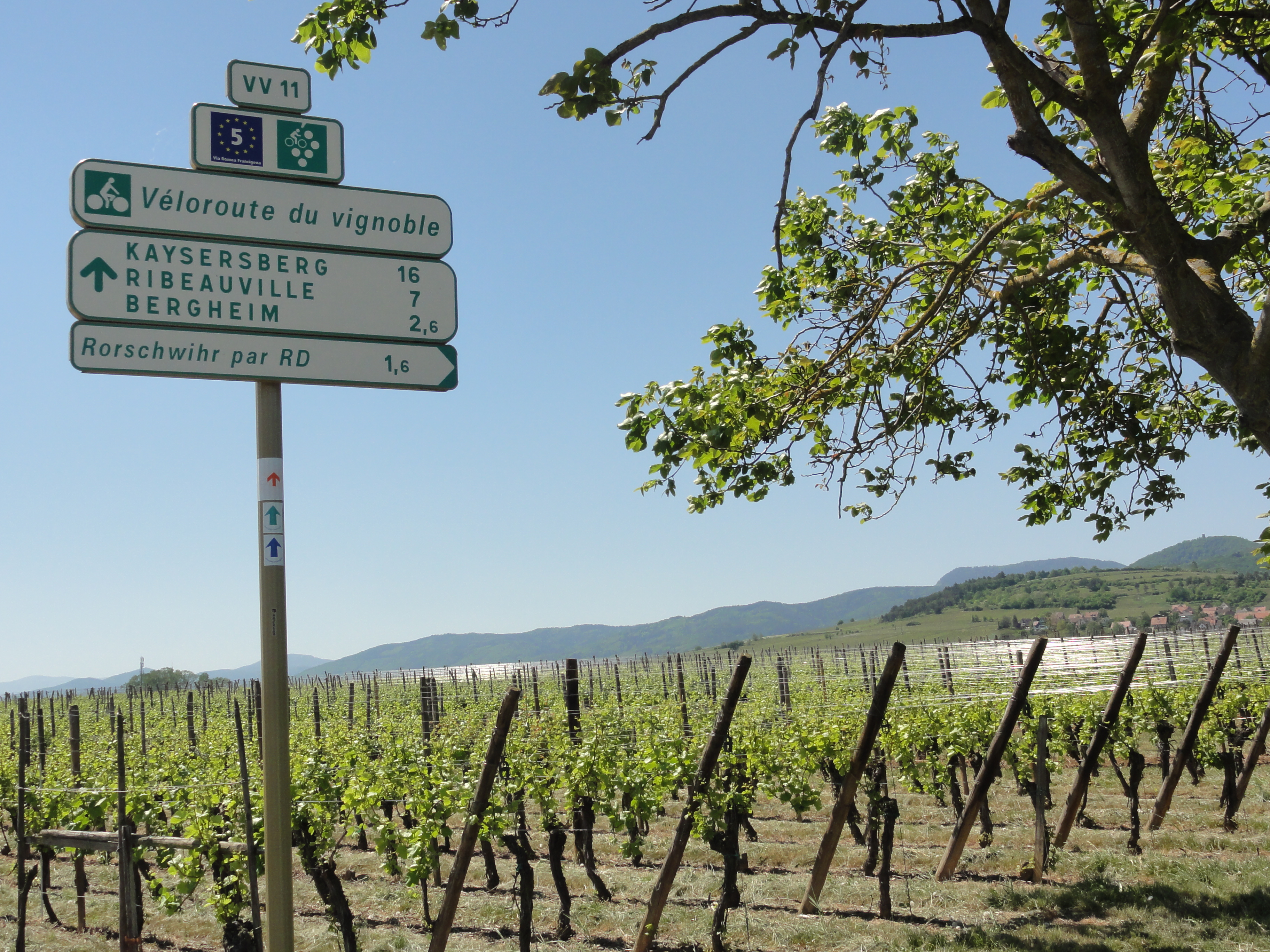
La véloroute dans le vignoble alsacien à Rorschwihr
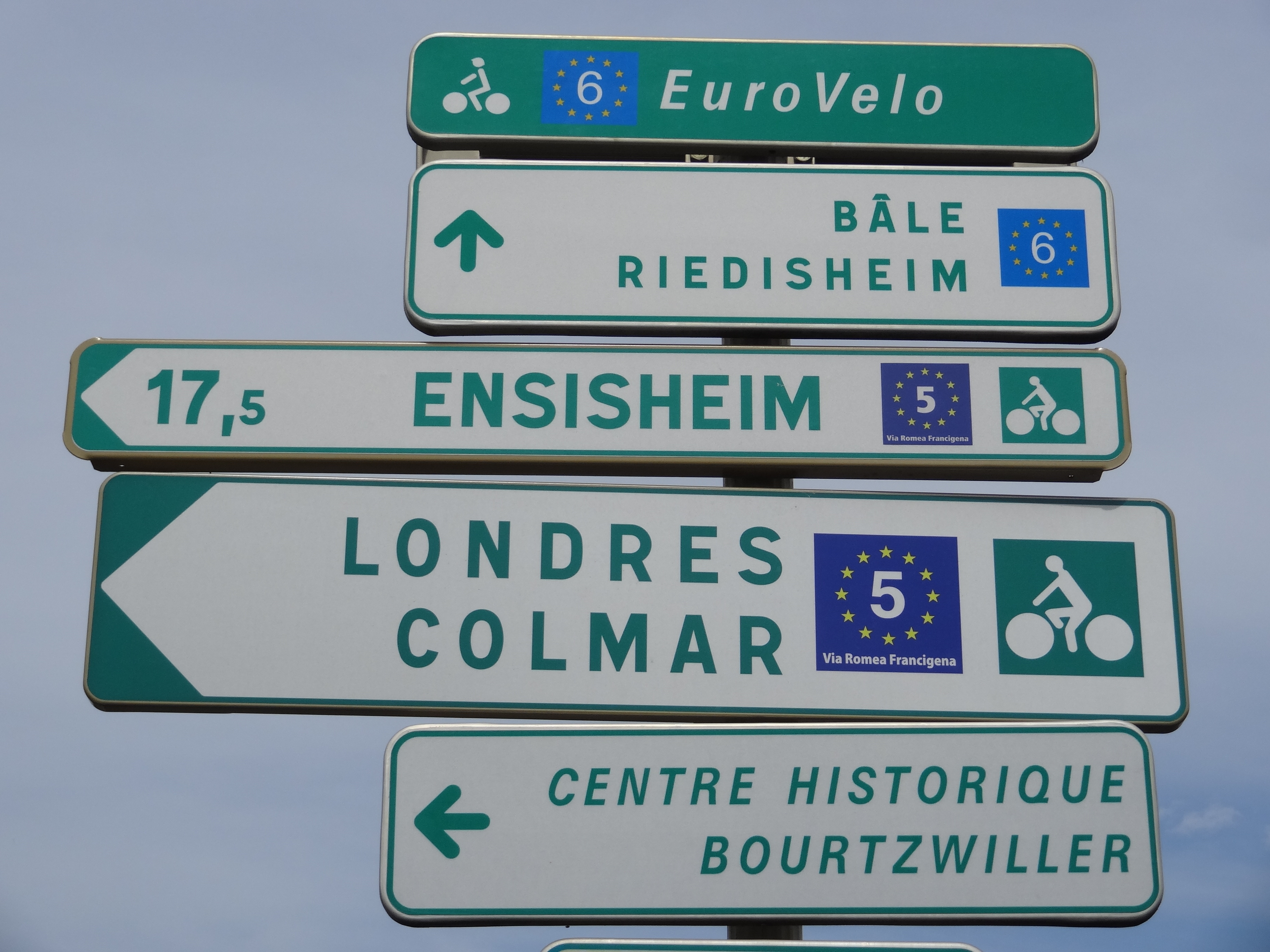
À Mulhouse

| Tronçon                           | Coordonnées départ          | Distance (km) | Type de voie  | Revêtement         |
| --------------------------------- | --------------------------- | ------------- | ------------- | ------------------ |
| Grosbliederstroff - Sarreguemines | 49° 11′ 29″ N, 7° 02′ 05″ E | 12,6          | Voie verte    | Enrobé             |
| Sarreguemines - Sarralbe          | 49° 05′ 59″ N, 7° 04′ 48″ E | 22,2          | Voie verte    | Enrobé             |
| Sarralbe - Mittersheim            | 49° 00′ 10″ N, 7° 01′ 45″ E | 20,7          | Voie verte    | Enrobé             |
| Mittersheim - Gondrexange         | 48° 36′ 50″ N, 2° 29′ 07″ E | 20,2          | Voie verte    | Enrobé             |
| Gondrexange - Hesse               |                             | 12,1          | Voie verte    | Enrobé             |
| Hesse - Saverne                   |                             | 31,9          | Voie verte    | Enrobé             |
| Saverne - Waltenheim-sur-Zorn     |                             | 27,2          | Voie verte    | Enrobé             |
| Waltenheim-sur-Zorn - Strasbourg  |                             | 31,9          | Voie verte    | Enrobé             |
| Strasbourg - Molsheim             |                             | 26,5          | Voie verte    | Enrobé             |
| Molsheim - Barr                   | 7° 29′ 32″ N, 48° 32′ 30″ E | 22,4          | Voie partagée | Enrobé             |
| Barr - Châtenois                  | 7° 26′ 59″ N, 48° 24′ 31″ E | 31,9          | Voie verte    | Enrobé             |
| Châtenois - Wintzenheim           | 7° 23′ 57″ N, 48° 16′ 16″ E | 32,6          | Voie partagée | Enrobé - Stabilisé |
| Wintzenheim - Guebwiller          | 7° 17′ 23″ N, 48° 04′ 23″ E | 32,2          | Voie verte    | Enrobé - Stabilisé |
| Guebwiller - Cernay               |                             | 15,9          | Voie verte    | Enrobé - Stabilisé |
| Cernay - Ensisheim                |                             | 16,9          | Voie verte    | Enrobé             |
| Ensisheim - Mulhouse              |                             | 18,2          | Voie verte    | Enrobé             |
| Mulhouse - Huningue               |                             | 43,2          | Voie partagée | Enrobé             |

### Suisse
En suisse, l'itinéraire de l'EuroVelo 15 est celui de la Route n°3 Nord-Sud du réseau national La Suisse à vélo, long de 363 km.
Depuis Bâle, la véloroute traverse le Jura bâlois, par Liestal, la vallée de l'Ergolz, le col de Schafmatt, jusqu'à Aarau. Puis elle continue par la vallée de la Suhr et longe le lac de Sempac jusqu'à Lucerne, et poursuit le long du lac des Quatre-Cantons jusqu'à Andermatt où elle croise l'EV 15 et l'EV 17 (origine).

Ensuite, la véloroute franchit le col du Saint-Gothard, rejoint Bellinzona, puis le col de Monte Ceneri, longe le lac de Lugano, traverse Mendrisio et termine à Chiasso.

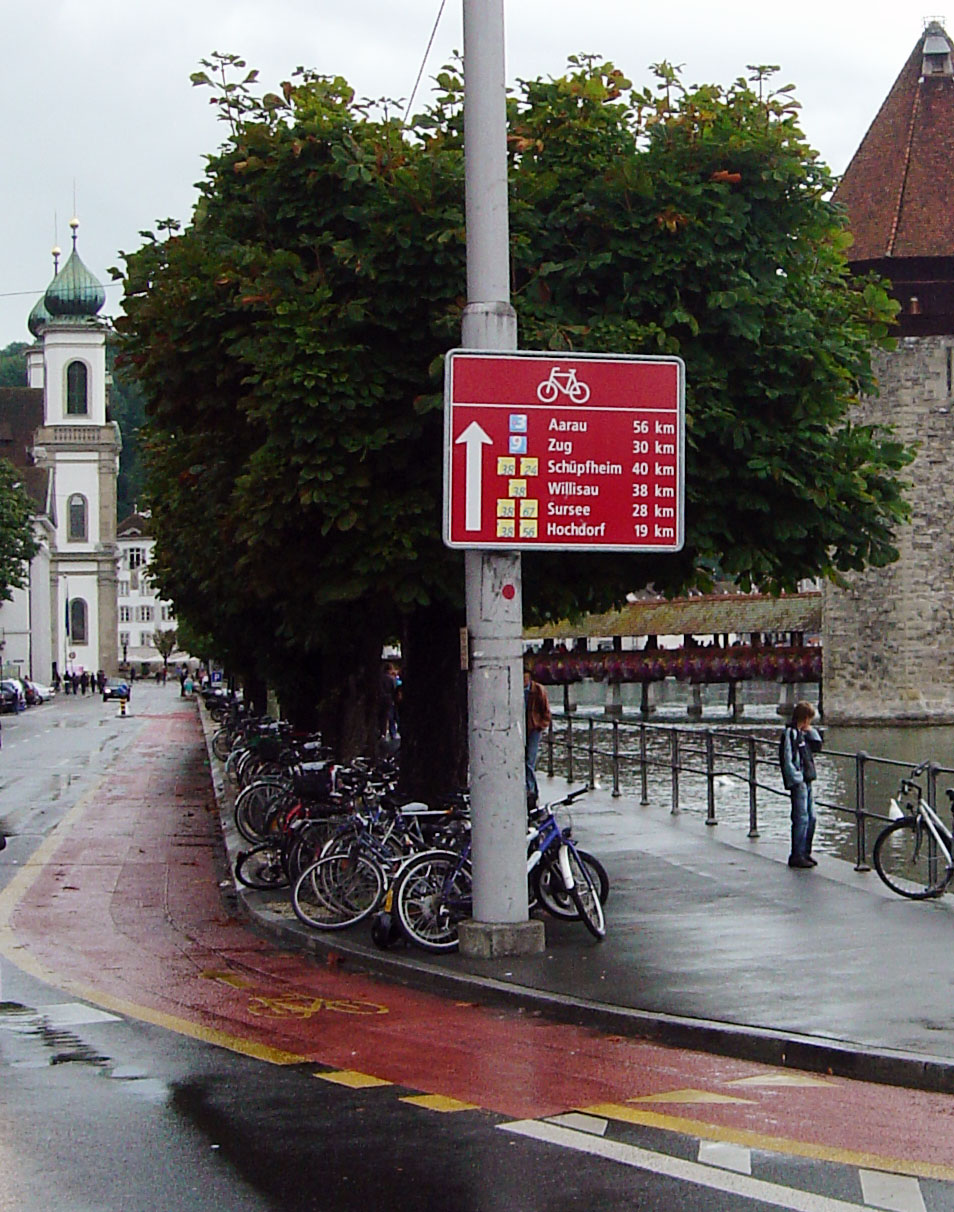
L'EV 5 à Lucerne

### Italie
L'EuroVelo 5 démarre à Côme puis traverse Milan, Pavie (intersection avec l'EV 8), Fidenza, Plaisance (intersection avec l'EV 8), Fidenza, Berceto, Aulla, Massa, Lucca, Poggibonsi, Sienne, Bolsena, Viterbe, Rome (intersection avec l'EV 7), Fiuggi, Cassino, Bénévent, Candela, Gravina in Puglia, Tarente et Brindisi.